# Studená Vltava
Studená Vltava (niem. Kalte Moldau, pol. Zimna Wełtawa) - prawostronny dopływ Ciepłej Wełtawy (Teplá Vltava, niem. Warme Moldau), który razem z nią tworzy rzekę Wełtawa (Vltava, niem. Moldau).
Studená Vltava ma swój początek na Szumawie (Bayerischer Wald) - powstaje z połączenia bawarskich potoków Goldgrubenbach i Rothbach na zachód od miejscowości Haidmühle. Na odcinku 1,5 kilometra tworzy niemiecko-czeską granicę, a przy dawnej osadzie Nové Údolí wpływa na teren Czech. Następnie mijając Stožec i Černý Kříž, aby w okolicach wioski Chlum, w rezerwacie przyrody Mrtvý luh (I strefa ochronna Parku Narodowego Szumawa) połączyć się z Ciepłą Wełtawą.